# Коллоидные системы
Коллоидные системы, коллоиды (др.-греч. κόλλα — клей + εἶδος — вид; «клеевидные») — дисперсные системы, промежуточные между истинными растворами и грубодисперсными системами — взвесями, в которых дискретные частицы, капли или пузырьки дисперсной фазы, имеющие размер хотя бы в одном из измерений от 1 до 1000 нм, распределены в дисперсионной среде, обычно непрерывной, отличающейся от первой по составу или агрегатному состоянию. При этом масштабы менее 100 нм рассматриваются как особый подкласс, называемый «квантоворазмерными» коллоидными системами. В свободнодисперсных коллоидных системах (дымы, золи) частицы не выпадают в осадок.
Коллоидные суспензии являются предметом изучения коллоидной химии. Эта область исследований была введена в 1845 году итальянским химиком Франческо Сельми, а с 1861 года её исследовал шотландский ученый Томас Грэм.

## Основные свойства
- Коллоидные частицы не препятствуют прохождению света.
- В прозрачных коллоидах наблюдается рассеивание светового луча (эффект Тиндаля)[4].
- Дисперсные частицы не выпадают в осадок — Броуновское движение поддерживает их во взвешенном состоянии, но в отличие от броуновского движения частиц, дисперсные частицы в коллоидных растворах не могут встретиться, что обусловлено одинаковым зарядом частиц.

## Классификация

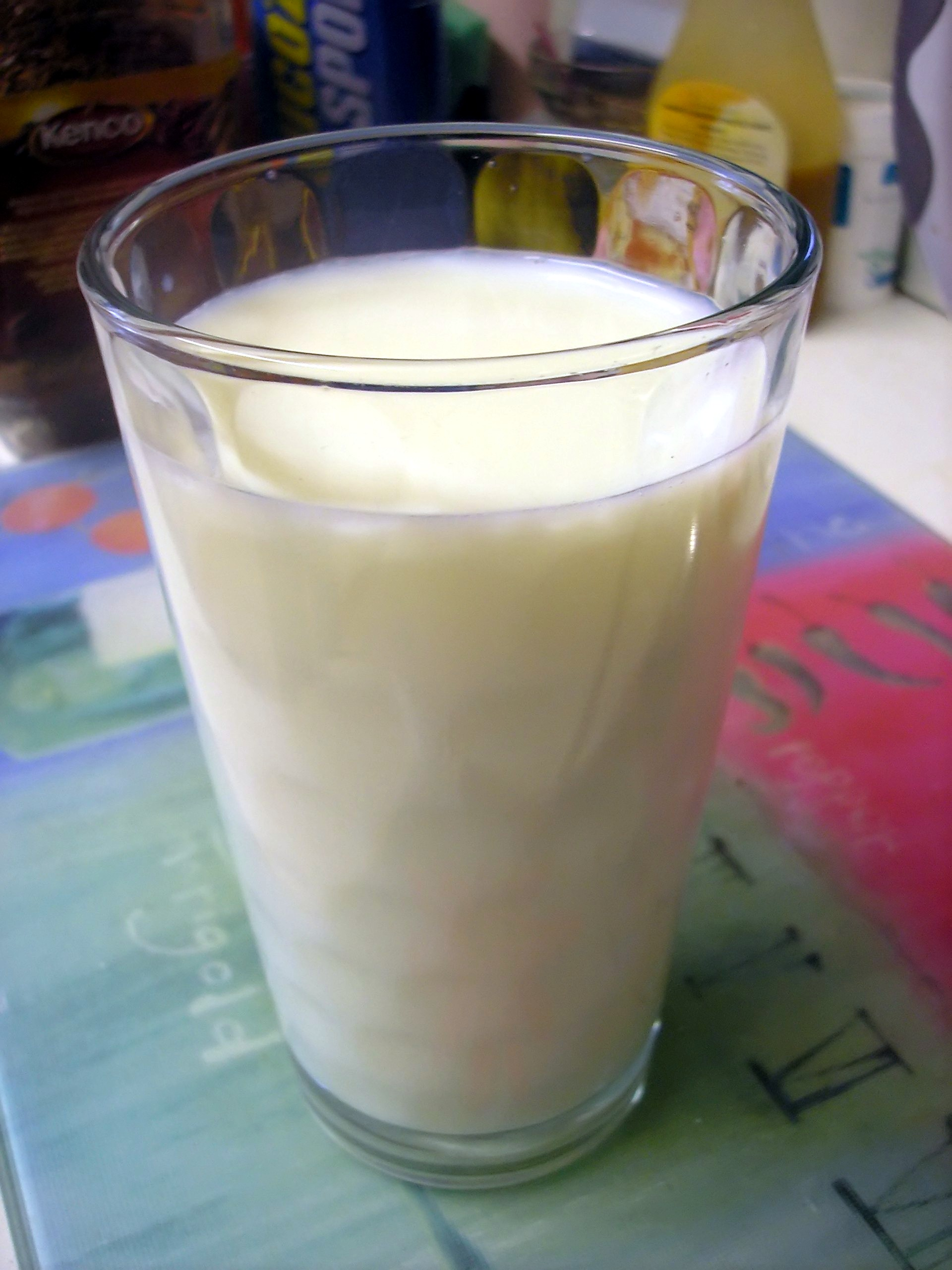
Молоко представляет собой эмульгированный коллоид жидких шариков молочного жира, диспергированных в растворе на водной основе

Коллоиды по природе дисперсных частиц подразделяются на органические и неорганические, по интенсивности взаимодействия дисперсной фазы и дисперсной среды — на лиофильные и лиофобные. По агрегатному состоянию дисперсной среды различают газообразные (аэрозоли), жидкие (лиозоли) и твёрдые (крио-и солидозоли) коллоидные системы.

## Основные виды
- Дым — взвесь твёрдых частиц в газе.
- Туман — взвесь жидких частиц в газе.
- Аэрозоль — состоит из мелких твёрдых или жидких частиц, взвешенных в газовой среде.
- Пена — взвесь газа в жидкости или твёрдом теле.
- Эмульсия — взвесь жидких частиц в жидкости.
- Золь — ультрамикрогетерогенная дисперсная система, лиозоль — золь с жидкостью в качестве дисперсионной среды.
- Гель — взвесь из двух компонентов, один из которых образует трёхмерный каркас, пустоты в котором заполнены низкомолекулярным растворителем (обладает некоторыми свойствами твёрдого тела).
- Суспензия — взвесь твёрдых частиц в жидкости.

### Коллоидные системы, применяемые в химическом анализе
Из коллоидных систем наибольшее значение для химического анализа имеют гидрозоли — двухфазные микрогетерогенные дисперсные системы, характеризующиеся предельно высокой дисперсностью, в которых дисперсионной средой является вода — наиболее часто применяемый в аналитической практике растворитель. Встречаются также органозоли, в которых дисперсионной средой являются неводные (органические) растворители. В результате молекулярного сцепления частиц дисперсной фазы из золей при их коагуляции образуются гели. При этом не происходит разделения фаз; другими словами, переход золей в гель не является фазовым превращением.
При образовании геля вся дисперсионная среда (например, вода в гидрозоле) прочно связывается поверхностью частиц дисперсной фазы и в ячейках пространственной структуры геля. Гели способны обратимо восстанавливать свою пространственную структуру во времени, но после высушивания наступает разрушение их структуры и они теряют эту способность.

#### Коллоидные свойства галогенидов серебра
В процессе титрования галогенид-ионов растворами солей серебра получаются галогениды серебра, весьма склонные к образованию коллоидных растворов. В присутствии избытка ионов Наl−, то есть до точки эквивалентности при титровании галогенидов ионами серебра или после точки эквивалентности при титровании ионов серебра галогенидами, вследствие адсорбции ионов Hal− взвешенные частицы AgHal приобретают отрицательный заряд:
mAgHal + nНаl− → [AgHal]m · nНаl−
В присутствии избытка ионов Ag± (то есть до точки эквивалентности при титровании ионов серебра галогенидами или после точки эквивалентности при титровании галогенидов ионами серебра) взвешенные частицы приобретают положительный заряд:
mAgHal + nAg+ → [AgHal]m · nAg+
Таким образом, заряд взвешенной частицы [AgHal]m · nHal− или [AgHal]m · nAg+ определяется зарядом ионов, адсорбированных на поверхности ядра мицеллы [AgHal]m, и зависит от наличия в системе избытка Hal− или Ag+, обусловливающих отрицательный или положительный заряд взвешенной частицы золя.
Помимо адсорбционного слоя, находящегося на поверхности ядра мицеллы и обусловливающего определённый электрический заряд, в состав мицеллы входит также часть ионов противоположного знака, образующих второй (внешний) слой ионов.
Например, в процессе титрования иодида калия раствором нитрата серебра
Ag+ + NO3− + К+ + I− → AgI + K+ + NO3−
образуются мицеллы следующего строения:
- мицеллы, образуемые AgI при избытке нитрата серебра:

{[AgI]m · nAg+ · (n − x)NO3−}x+ · xNO3−
- мицеллы, образуемые AgI при избытке иодида калия:

{[AgI]m · nI− · (n − x)K+}x− · xK+
Коллоидные частицы, несущие одноимённые электрические заряды, отталкиваются друг от друга. Силы взаимного отталкивания мешают частичкам сблизиться настолько, чтобы произошло взаимное притяжение. В то же время заряженные частички обладают высокой адсорбционной способностью, они притягивают к себе частицы, несущие обратные по знаку электрические заряды, и образуют с ними малорастворимые соединения. В первую очередь на поверхности заряженных коллоидных частиц адсорбируются те ионы, которые дают наименее растворимые осадки с ионами, входящими в состав этих частиц. Кроме того, адсорбируются те ионы, концентрация которых наибольшая. Например, при осаждении AgI могут соосаждаться вместе с ним Вr−, Cl−, SCN− и другие ионы. При титровании галогенидов, не содержащих посторонних примесей, осадком адсорбируются имеющиеся в растворе ионы Наl−, сообщая частичкам AgHal отрицательные заряды. И в том, и в другом случаях результаты титрования искажаются. Поэтому требуется строго соблюдать условия осаждения, рекомендуемые в методиках определения тех или иных веществ.

### Анализ коллоидных систем
Существует несколько методов анализа коллоидных систем, среди них есть химические и физико-химические методы: анализ с помощью адсорбционных индикаторов; методы на основе измерения рассеяния проходящего света (нефелометрия и турбидиметрия); методы на основе измерения скорости седиментации (Седиментационный анализ), а также скорости Броуновского движения в коллоидных системах (анализ траекторий наночастиц), динамическое и статическое светорассеяние.